# 異食症
異食症（いしょくしょう、ラテン語: pica）は、栄養価の無いものを無性に食べたくなる症候。食する対象は土・紙・粘土・毛・木炭・チョーク・氷などが挙げられる。小児と大人の妊婦に多い。picaとはラテン語でカササギを意味する。カササギは何でも口に入れることから名づけられた。

## 分類
よく知られたものに、以下のようなものがある。
- 氷食症 - 氷を異常な量食べてしまう。大人に多い。
- 土食症 - 土を食べてしまう。子供に多い。
- 食毛症 - 体毛をむしりとって食べたりする。子供に多い。精神的ストレスと関連が深い。

ただし、土は世界各地で普通に食材として用いられていることに留意すべきである。食文化の違いから、自らの文化圏では食用とされないものを食べる行為に対して「異食」と呼ぶのは誤用である。同様に、珍奇な食材や味付け、調理法などを指す言葉でもない（これらは「奇食」である）。
上記の例以外に、プラスチック類や石、ガラス、紙（トイレットペーパー、ティッシュペーパー、キムワイプ）、硬貨、釘、ボルト、糞尿などの例もある。

## 原因
- 栄養障害・栄養不良（特に鉄欠乏性貧血・亜鉛欠乏）が原因のことがある。特に貧血の場合には氷食症、土食症が多い。
- 若い女性で、妊娠時に軽い病態がみられることがある。鉄欠乏性貧血が強くなることが原因。氷食症が多いが、火を通していないジャガイモや小麦粉を食べるなどの異常行動も多い。脳への酸素供給量の不足により、満腹中枢障害や体温調節障害が起こるためと考えられている。
- 極度の精神的ストレスが原因のことがある。食毛症・抜毛症からの移行もある。ストレスによりセロトニン不足が生じ、感情や欲求が抑制できなくなるのが一因と言われている。
- 精神遅滞・精神疾患合併の一症状としての原因が考えられる。
- 脳腫瘍による異常行動の一症状としての原因が考えられる。
- 寄生虫の感染（特に鉤虫症）の場合がある。

## 合併症
- 胃炎・胃潰瘍-消化の悪いものを食べることによる。
- イレウス（腸閉塞）-消化の悪いものを食べて腸が詰まることによって生じる。

## 治療
異常があれば、病院を受診することが望ましい。貧血に対しては、鉄の補給が必要であるが、症状緩和には2 - 3か月かかることもある。

## 映像
アメリカのドキュメンタリー・シリーズ「My Strange Addiction（en:My Strange Addiction）」にて、トイレットペーパーやガラス、洗剤、ペンキ、マニキュア、ガソリン、血液、スポンジ、制汗剤などといった数多くの異食症患者が登場し話題を呼んだが、一部に信憑性も疑われている。